# BMW N46
El N46 es un moderno motor a gasolina de cuatro cilindros en línea desarrollado por el fabricante alemán BMW, es un poco más grande que su similar el N45. Realizó su debut en el 316i y 316i en la versión 1.8L, y en el 120i en la versión 2.0L.
| Motor  | Desplazamiento  | Potencia               | Torque         | Revoluciones | Año  |
| ------ | --------------- | ---------------------- | -------------- | ------------ | ---- |
| N46B18 | 1.8 L (1796 cc) | 85 kW (115 hp) @ 5500  | 175 N·m @ 3750 |              | 2004 |
| N46B20 | 2.0 L (1995 cc) | 95 kW (129 hp) @ 5750  | 180 N·m @ 3250 |              | 2004 |
| N46B20 | 2.0 L (1995 cc) | 105 kW (143 hp) @ 6000 | 200 N·m @ 3750 |              | 2004 |
| N46B20 | 2.0 L (1995 cc) | 110 kW (150 hp) @ 6200 | 200 N·m @ 3600 |              | 2004 |

## N46B18
Se utilizó tan solo para el serie 3 de la generación pasada, hasta la fecha, fue la última cilindrada 1.8L de la marca.
- 115hp a 5500rpm y 175 N·m
  - E46 316i/316ti

## N46B20
Es un motor 2 litros, a diferencia de los otros dos motores de cuatro cilindros de la marca, es el que menor potencia desarrolla.
- 129hp a 5750rpm y 180 N·m
  - (2004-?)118i Hatchback 5 Puertas
  - (2006-?)118i Hatchback 3 Puertas
  - (2005-?)318i Sedán
  - (2005-?)318i Familiar

- 143hp a 6000rpm y 200 N·m
  - E46 318i/318Ci/318ti

- 150hp a 6200rpm y 200 N·m
  - E46 318Ci
  - E85 Z4 2.0i
  - (2003-?)120i Hatchback 5 Puertas
  - (2004-?)320i Sedàn
  - (2005-?)320i Familiar
  - (2006-?)320i Coupé